# Baie Rocheuse
La baie Rocheuse est une baie au nord-ouest Grande Terre des îles Kerguelen, dans les Terres australes et antarctiques françaises. Elle est formée par les côtes de la péninsule Loranchet.